# Johann-Conrad Appenzeller
Johann-Conrad Appenzeller (Bern, 27 november 1775 – Biel, 28 maart 1850) was een Duitstalige Zwitsers predikant, schoolhoofd, dichter en schrijver. 

## Levensloop
Appenzeller was een zoon van Joseph Appenzeller, koopman uit Sankt Gallen. In zijn jonge jaren liep hij school in Bern en Sankt Gallen, waar de ouders toen woonden. De studie protestantse theologie moest hij om den brode afbreken ten tijde van de Franse Revolutie en de annexatie van Zwitserland. Appenzeller was aanhanger van de idealen van de Franse Revolutie. Tijdens de Franse Tijd was hij leraar aan de stadsschool van Winterthur alsook privé-leraar in Winterthur. Op eigen houtje vervolgde hij de studie theologie, zodat hij dominee kon worden. In 1809 kreeg hij een aanstelling als dominee in Brütten, kanton Zürich. In Brütten ontving hij kunstenaars en geleerden.
Appenzeller huwde tweemaal: in 1801 met Anna Margaretha Rieter uit Winterthur en in 1810 met Anna Dorothea Usteri uit Zürich.
In 1817 verhuis Appenzeller naar Biel waar hij het eerste schoolhoofd werd van het gymnasium van Biel (1817-1831). Een jaar later werd hij tevens predikant in Biel (1818-1850). Het was in Biel dat hij de meeste van zijn werken schreef.

## Werken
Zijn brieven, dagboek, patriottische gedichten, volksverhalen en reisverslagen zijn bewaard in de handschriftenafdeling van de Zentralbibliothek in Zurich. Zijn onderhoudende, enigszins 
sentimentele werken worden gekenmerkt door een combinatie van romantiek en patriottisme.
Samen met Gottlieb Jakob Kuhn, Johann Rudolf Wyss en Ludwig Meisner schreef hij aan de volksalmanak Alpenrosen. Hij deed dit in de jaren 1811-1829. 
Hij publiceerde de werken van Susanna Ronus (1769-1835) uit Biel. Appenzeller zette haar eigenlijk onder druk om dit te doen. Ronus gebruikte het pseudoniem Selma.